# Yenidoğan, Beyşehir
Yenidoğan là một thị trấn thuộc huyện Beyşehir, tỉnh Konya, Thổ Nhĩ Kỳ. Dân số thời điểm năm 2011 là 1.296 người.